# City of Dubbo
City of Dubbo is een Local Government Area (LGA) in de Australische deelstaat New South Wales.